# Ernst Penzoldt

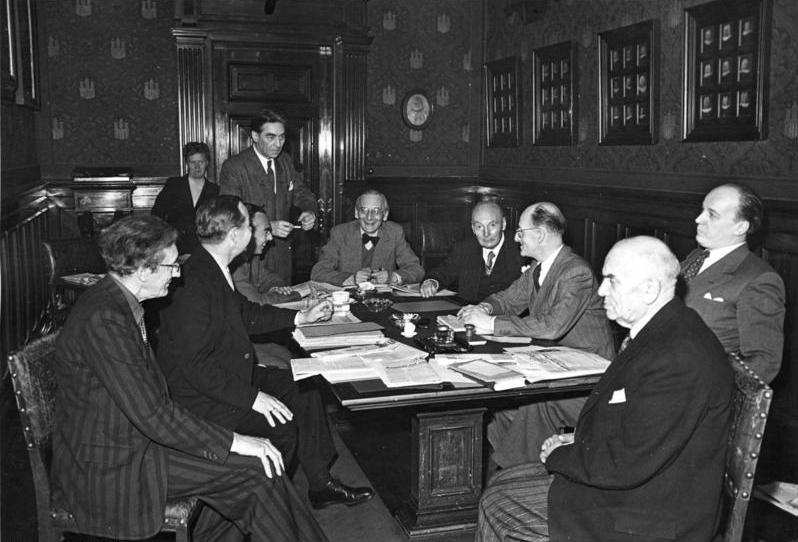
12. April 1949 bei einer Tagung des Deutschen PEN-Zentrums in Hamburg, erster von links

Ernst Penzoldt (* 14. Juni 1892 in Erlangen; † 27. Januar 1955 in München) war ein deutscher Schriftsteller, unter dem Pseudonym „Fritz Fliege“ auch Bildhauer, Maler, Zeichner und Karikaturist.

## Leben und Werk
Penzoldt wuchs als jüngster von vier Brüdern in einem großbürgerlichen Haus auf und verlebte, nach eigener Aussage, „eine wundervolle, fast verwöhnte Jugendzeit“. Sein Vater Franz Penzoldt zählte als Medizin-Professor zu den Erlanger Honoratioren. Während der Vater den künstlerischen Neigungen des Sohnes skeptisch gegenüberstand, schien die Mutter Valerie (geb. Beckh) diese zu fördern. Zwar sahen die Pläne der Eltern auch für den vierten Sohn ein Medizin-Studium vor, doch unterstützten sie Ernst letztlich auch in dessen Entscheidung, eine Künstlerlaufbahn anzustreben: 1912 nahm Penzoldt an der Weimarer Kunsthochschule bei Albin Egger-Lienz das Studium der Bildhauerei auf. Hier lernte er seinen Freund Günther Stolle kennen, in dem er das ergänzende Gegenstück zur eigenen Persönlichkeit zu erkennen meinte.
Nach dem Weggang Egger-Lienz’ aus Weimar wechselten sie 1913 gemeinsam an die Kunstakademie in Kassel, die heutige Kunsthochschule Kassel. Als 1914 der Erste Weltkrieg begann, war Penzoldt wie die Mehrzahl seiner Altersgenossen begeistert und wollte seinen Freunden und Hochschul-Kameraden nicht nachstehen und die Erwartungen der Eltern erfüllen. Er meldete sich daher freiwillig zum Militärdienst, den er (fast) bis Kriegsende als Sanitäter ableistete. Ab 1915 begann er in der Etappe, Gedichte und Erzählungen zu schreiben. 1917 fiel Günther Stolle – spätestens seit dieser Zeit sind Tod und Freundschaft wesentliche Bestandteile in Penzoldts Schaffen.
1918 kehrte Penzoldt verstört und desillusioniert heim: „Vom Gott des Krieges angebrüllt stand ich lange verdutzt. Ich fand zuerst die Sprache wieder, die Hände waren noch ohnmächtig.“ Seine schriftstellerische Karriere hat Penzoldt entsprechend (und nicht ganz ohne Koketterie) eine Art „Kriegsbeschädigung“ genannt.
In den politisch unruhigen Zeiten des Frühjahrs 1919 zog es Penzoldt nach München, wo er kurz darauf seinem neuen „Gefährten“, dem jungen Ernst Heimeran, begegnete. Diese Freundschaft wurde entscheidend für Penzoldts weiteren persönlichen und beruflichen Werdegang, denn Heimeran gründete im Inflationsjahr 1922 einen eigenen Verlag (Heimeran Verlag), wo Penzoldts erste Publikationen erscheinen: Den Anfang machte 1922 der Gedichtband Der Gefährte, gefolgt von Idyllen (1923) und Der Schatten Amphion (1924). Im Jahr 1922 heirateten Ernst Penzoldt und Friederike Heimerans, genannt Friedi. Sie war die Schwester von Ernst Heimeran. Die Eheschließung diente Penzoldt nach eigener Aussage auch dazu, seiner Homosexualität, die er zeitweise als verunsichernd erfuhr, ein in den Konventionen des Bürgertums verankertes Leben entgegenzusetzen. Aus der Ehe gingen zwei Kinder hervor: Günther (1923–1997, später Dramaturg, u. a. am Deutschen Schauspielhaus unter Gustaf Gründgens) und Ulrike, genannt Ulla (1927–2023).
Anfang der 1920er beschäftigte sich Penzoldt bereits mit verschiedenen literarischen Stoffen, die ihm, erscheinend in renommierten Verlagen wie Reclam oder Insel, zum Durchbruch als Schriftsteller verhalfen: Der Zwerg (1923), Der arme Chatterton (1928) und Etienne und Luise (1929). Penzoldt freundete sich mit Münchener Literaten und Literaturkritikern wie Hans Brandenburg, Paul Alverdes, Eugen Roth oder Hans Carossa an und gehörte 1924 zu den Gründungsmitgliedern der Künstlervereinigung „Die Argonauten“, die bald zur entscheidenden Größe im Münchener Kulturleben wurde. 1927 erhielt Penzoldt die Möglichkeit, in dem berühmten literarischen Salon von Elsa Bernstein vor so illustren Gästen wie Thomas Mann zu lesen, der retrospektiv über seine erste Begegnung mit Penzoldt schreibt: „[…] mit taktvoll gedämpfter Stimme las er seine Novelle „Der arme Chatterton“ vor, und gleich spürte ich den Reiz und Rang seines Talentes, etwas unverkennbar Musisches, einen Geist zart schwebender Leichtigkeit und des romantischen Spottes über die plumpe und häßliche Mühsal eines von den Grazien ungesegneten Lebens, eingeschlossen das Erbarmen mit den Beleidigten, Verstoßenen und Darbenden einer verhärteten Gesellschaft …“.
Ein Gerichtsprozess, der von Penzoldts ehemaligem Turnlehrer gegen die Verbreitung der Novelle Etienne und Luise angestrengt wurde, da dieser sich und seine Tochter porträtiert zu finden glaubte, verschaffte Penzoldt reichsweite Bekanntheit und führte zu einem Verbot der Novelle. 1929/30 schrieb Penzoldt sein erfolgreichstes Buch, Die Powenzbande, „einen der seltenen humoristischen Romane, wie sie uns Deutschen leider nur alle 50 Jahre gelingen“ (Walther Kiaulehn). Dieser „Schelmenroman“ rechnet mit dem Spießbürgertum ab und entstand nicht zufällig zur Zeit des Gerichtsverfahrens. Parallel arbeitete Penzoldt an verschiedenen Theaterstücken, die zum Teil mit namhafter Besetzung aufgeführt wurden (Bernhard Minetti, Ida Ehre). Im Jahr 1932 bat der Komponist Paul Hindemith Ernst Penzoldt darum, das Libretto für eine geplante „deutsche Volksoper“ zu schreiben, was zu einer intensiven Zusammenarbeit führte, letztlich aber an den politischen Umbrüchen scheiterte. Ebenfalls 1932 entstand Penzoldts Theaterstück So war Herr Brummell, das sich der historischen Figur des Dandys George Bryan Brummell widmet und 1934 am Wiener Burgtheater mit großem Erfolg uraufgeführt wurde, bevor es 1935 am Hamburger Schauspielhaus und 1939 im Deutschen Theater Berlin auf die Bühne gelangte.
Obwohl Penzoldts ablehnende Haltung gegenüber dem Nationalsozialismus bekannt war, erschienen 1934 unter dem Lektorat von Penzoldts Freund Peter Suhrkamp der Roman Kleiner Erdenwurm („ein liebenswertes, auf eine entzückende Art unzeitgemäßes Buch“, Hermann Hesse), 1935 die Erzählung Idolino und 1937 der Band Der dankbare Patient, den die Zensur wohlwollend aufnahm und der sich gut verkaufte. Penzoldt hielt sich in den 1930er Jahren oft wochenlang bei seinem Freund Hans-Hasso von Veltheim auf, der sein Schloss Ostrau zu einer Begegnungsstätte für Künstler und Wissenschaftler gemacht hatte; später unterstützte er die Publikation von dessen Reisetagebüchern.
Als bildender Künstler hatte Penzold in Nürnberg beim Albrecht-Dürer-Verein 1942 eine Einzelausstellung mit Anna Simons.
Im Frühjahr 1938 wurde Penzoldt in die Wehrmacht eingezogen. Während dieser Zeit entstanden einige wichtige Texte, unter denen vor allem die 1940 in der Neuen Rundschau abgedruckte Novelle Korporal Mombour hervorzuheben ist. Obwohl diese Erzählung von Zeitgenossen als „literarisches Widerstandsnest“ (Friedrich Luft) gelesen wurde, fand sie 1943 als Feldpostausgabe Verbreitung. 1944 wurde Penzoldt aufgrund eines Magenleidens endgültig aus der Armee entlassen.
Nach dem Krieg bekleidete Penzoldt verschiedenste offizielle Ämter: Im Juli 1946 berief ihn der wiedergegründete „Schutzverband deutscher Schriftsteller“ in die Aufnahmekommission (neben Erich Kästner u. a.), am 20. April 1948 wurde er zum Ordentlichen Mitglied der Bayerischen Akademie der Schönen Künste, in deren Direktorium er am 1. Juni des Jahres gewählt wurde. Ab November 1949 war Penzoldt Generalsekretär der westdeutschen Sektion des P.E.N.-Clubs, seit Dezember gleichen Jahres, auf Initiative Alfred Döblins, Ordentliches Mitglied der Mainzer Akademie der Wissenschaften und Literatur. 1950 kam der Film Es kommt ein Tag nach der Novelle Korporal Mombour in die Kinos, der Maria Schell und Dieter Borsche in den Hauptrollen zeigt – „Ein Film, der zur Spitzenklasse gerechnet werden darf“ lautete seinerzeit das Fazit in der Presse.
In den Jahren nach dem Zweiten Weltkrieg erschienen weitere wichtige Texte Penzoldts, so 1954 die Erzählung Squirrel, Thomas Mann zufolge eine „poetischere Konzeption als der ganze ‚Krull‘“, Manfred Hausmann spricht von einer „anmutigen Blume im Knopfloch der Gesellschaft“. Das literarische Schaffen Penzoldts wurde durch die Verleihung zweier Preise gewürdigt: 1948 erhielt er den Literaturpreis der Landeshauptstadt München und 1954 den Immermann-Preis der Stadt Düsseldorf zugesprochen.
Bis zu seinem Tod am 27. Januar 1955 mischte sich Penzoldt immer wieder in die öffentliche Diskussion ein, verteidigte etwa Martin Niemöller, setzte sich für die Anerkennung von Exilanten ein und stellte sich gegen die Wiederbewaffnung. Hermann Hesse schrieb in einem Kondolenzbrief an Penzoldts Witwe über den verstorbenen Freund: „Ich sah und liebte in ihm eine der ganz wenigen noch lebenden Verkörperungen des Künstlers, wie unsre Väter und wir, als wir jung waren, ihn sich dachten und wünschten.“
Penzoldts bildnerischer Nachlass befindet sich im Stadtarchiv Erlangen. Sein literarischer Teilnachlass liegt im Deutschen Literaturarchiv Marbach. Einzelne Stücke davon sind im Literaturmuseum der Moderne in Marbach in der Dauerausstellung zu sehen, insbesondere das Manuskript zu Die Powenzbande – auf Endlospapier geschrieben und wie antike Papyri zusammengerollt.

## Gedenken
Nach Ernst Penzoldt wurde 1977 die Ernst-Penzoldt-Hauptschule in Spardorf (Landkreis Erlangen-Höchstadt) benannt. Die Penzoldtstraße am Erlanger Burgberg hingegen, 1954 so benannt, ist Penzoldts Vater Franz gewidmet.
Am 27. Oktober 2008 wurde in der Nähe des (längst abgerissenen) Geburtshauses des Autors, an der vielbefahrenen Kreuzung Güterbahnhofstraße/Henkestraße, ein Penzoldt-Denkmal eingeweiht. Es empfindet, lebensgroß aus einer Edelstahlplatte geschnitten, ein Scherenschnitt-Selbstporträt Penzoldts nach, das diesen in angelehnter Stehhaltung beim Lesen zeigt.

## Verfilmungen
1950 wurde nach dem Roman „Korporal Mombour“ der Film „Es kommt ein Tag“ gedreht und 1955 erschien die Fernsehverfilmung „Squirrel“ nach einer Vorlage von Penzoldt.
Penzoldts Roman „Die Powenzbande“ wurde 1973 vom Regisseur Michael Braun als fünfteilige Fernsehserie für die ARD verfilmt. Zu den Darstellern der Familienmitglieder gehörten Gustav Knuth, Ruth-Maria Kubitschek, Helga Anders, Michael Ande, Pierre Franckh, Heinz-Werner Kraehkamp, Martin Semmelrogge und Peter Kranz. Am 30. Oktober 2007 wurde die Fernsehserie auf DVD veröffentlicht.

## Werke (Auswahl)

### Erstausgaben und Gesammelte Werke
- Der Gefährte. München: Heimeran Verlag 1922.
- Idyllen. München: Heimeran Verlag 1923.
- Der Schatten Amphion. Eine fränkische Idylle. München: Heimeran Verlag 1924.
- Der Zwerg. Leipzig: Philipp-Reclam-Verlag 1927. (Reihe: Junge Deutsche.)
- Der arme Chatterton. Geschichte eines Wunderkindes. Leipzig: Insel Verlag 1928.
- Etienne und Luise. Leipzig: Philipp-Reclam-Verlag 1929.
- Die Powenzbande. Zoologie einer Familie, gemeinverständlich dargestellt. Berlin: Propyläen Verlag 1930.
- Die Portugalesische Schlacht. Komödie der Unsterblichkeit. Berlin: Propyläen Verlag 1930.
- Die Portugalesische Schlacht. Novellen. München: Piper Verlag 1930.
- So war Herr Brummel. Kammerspiel in drei Akten. Berlin, Arcadia Verlag, (1933).
- Kleiner Erdenwurm. Romantische Erzählung. Berlin: S. Fischer Verlag 1934.
- Idolino. Berlin: S. Fischer Verlag 1935.
- Der dankbare Patient. Berlin: S. Fischer Verlag 1937.
- Die Leute aus der Mohrenapotheke. Berlin: S. Fischer Verlag 1938 (überarbeitete Version des Zwergs).
- Korporal Mombour. Eine Soldatenromanze. Berlin: S. Fischer Verlag 1941.
- Episteln. Berlin: Suhrkamp Verlag 1942.
- Die Reise ins Bücherland. Heimeran 1942
- Tröstung. Berlin: Suhrkamp Verlag 1946
- Zugänge. Berlin: Suhrkamp Verlag 1947.
- Causerien. Frankfurt am Main: Suhrkamp Verlag 1949. (Gesammelte Schriften in Einzelbänden, 1).
- Süsse Bitternis. Frankfurt am Main: Suhrkamp Verlag 1951. (Gesammelte Schriften in Einzelbänden, 2).
- Drei Romane. Frankfurt am Main: Suhrkamp Verlag 1952. (Gesammelte Schriften in Einzelbänden, 3).
- Squirrel. Erzählung. Berlin und Frankfurt am Main: Suhrkamp Verlag 1954.
- Die Liebende und andere Prosa aus dem Nachlaß. Frankfurt am Main: Suhrkamp Verlag 1958.
- Dramen. Frankfurt am Main: Suhrkamp Verlag 1962. (Gesammelte Schriften in Einzelbänden, 4.)
- Spiel mit der Schere. Scherenschnitte. Hg. von Ulla Penzoldt und Jürgen Sandweg. Frankfurt am Main: Insel Verlag 1988.
- Jubiläumsausgabe zum 100. Geburtstag von Ernst Penzoldt in sieben Bänden. Frankfurt am Main: Suhrkamp Verlag 1992.
- Sommer auf Sylt. Liebeserklärungen an eine Insel. Leipzig: Insel Verlag 1992.

### Denkmäler und Skulpturen
- Erlangen
  - Büste des Geheimrats Penzoldt, in der Universität (1918)
  - Kriegergedenkstein 1914–18, am Onoldenhaus (1921)
  - Büste August von Platens, im Platenhäuschen (1926)
- München
  - Büste des Geheimrats Muncker, im Philosophischen Seminar der Universität München (1926)

### Werk als Illustrator
- Eugen Roth: Die Frau in der Weltgeschichte. Alexander Duncker Verlag, Weimar, 1936